# Фетучини Альфредо
Фетучини Альфредо (итал. Fettuccine Alfredo) или паста аль бурро (итал. pasta al burro) — итальянское блюдо из пасты фетучини, смешанной со сливочным маслом и молодым сыром пармезан. Блюдо названо в честь повара Альфредо Ди Лелио, который создал его в своем ресторане в Риме в начале XX века.

## История
Очевидный рецепт смешения макарон с маслом и сыром существовал в Италии с незапамятных времён. Уже в XV веке такое сочетание упоминается в итальянских кулинарных книгах. Согласно этому, первому печатному, рецепту за авторством Мартино да Комо из Рима, паста романески варилась в бульоне, а затем смешивалась с сыром, маслом и специями.
Долгое время, однако, паста аль бурро считалась непрезентабельным блюдом домашней кухни, которое проигрывало другим, более богатым по составу итальянским пастам. В начале XX века эта ситуация поменялась.
Современный «фетучини Альфредо» был создан в Риме поваром Альфредо Ди Лелио. По семейным сведениям, в 1892 году он начал работать в ресторане, который находился на Пьяцца Роса и управлялся его матерью Анджелиной. Ди Лелио изобрел будущие фетучини алла Альфредо в 1907 или 1908 году, чтобы порадовать свою жену Инес после рождения их первого ребёнка Армандо. Пьяцца Роса исчезла в 1910 году, после строительства пассажа Сорди, и ресторан был вынужден закрыться. Позже Ди Лелио открыл свой собственный ресторан «Альфредо алла Скрофа» (Alfredo alla Scrofa), который тогда назывался просто «Альфредо», в 1914 году на Виа делла Скрофа в центре Рима.
Своим успехом Альфредо ди Лелио был во многом обязан той театральности, с которой в его ресторанчике обставлялась подача коронного блюда. Альфредо всегда готовил пасту сам, непосредственно на столике у клиентов, используя для этого столовые приборы из чистого золота. Его внешний вид и движения создавали у посетителей ощущение своего рода священнодействия. Для приготовления пасты аль бурро Альфредо использовал исключительно фетучини, так что, в конечном итоге, во многих местах Италии стало считаться, что с маслом и сыром можно готовить только их.
Ресторан Альфредо посещали многочисленные иностранцы. В газетах и литературных произведениях появлялись рецензии и отзывы. Слава повара и его коронного блюда росла. Его начали приглашать в различные города Италии, а также за рубеж, чтобы продемонстрировать приготовление блюда. Особенно популярной паста Альфредо стала в США, где исходный рецепт значительно усложнили, начав добавлять в фетучини Альфредо сливки, курицу и целый ряд других ингредиентов.
Сам же Альфредо ди Лелио, ставший кавалером ордена Итальянской короны, в 1943 году продал знаменитый ресторан двум своим официантам. Однако уже в 1950 году передумал покидать бизнес и вместе с сыном Армандо открыл на площади императора Августа второй ресторан, «Альфредо аль Аугусто». С тех пор между двумя «настоящими ресторанами Альфредо» существовало жесткое соперничество.

## Современная ситуация
На сегодняшний день фетучини Альфредо продолжает оставаться одним из самых популярных видов пасты, выпускается в виде полуфабрикатов (готовой еды, или фетучини с сухой заготовкой для соуса), имеет несколько различных разновидностей (с курицей, креветками, и так далее). Соус Альфредо (заправка для пасты Альфредо) во многих странах можно купить отдельно, причём, кроме масла и сыра, туда теперь также могут быть добавлены яйца и крахмал.
В Италии готовую пасту с маслом и сыром считают домашним блюдом и по традиции называют паста аль Бурро. Рецепт прост и остаётся прежним: отваренные аль денте фетучини смешиваются со сливочным маслом в сковороде/сотейнике или непосредственно в глубоком блюде, после чего туда добавляется тёртый сыр пармезан. В процессе приготовления блюдо постоянно перемешивается для достижения эффекта эмульгации («состояния крема»), с этой же целью добавляется вода, в которой варились фетучини, а в некоторых альтернативных рецептах — сливки и яичные желтки. 
При подаче блюдо приправляется солью и чёрным перцем, а также добавляется сыр.

## Соус Альфредо
Соус содержит пармезан-реджано (43 %), воду, масло, рисовую муку и подсолнечное масло и не содержит сливок.
В 2020 году ресторан Alfredo alla Scrofa начал предлагать собственную версию «Salsa Alfredo», где были использованы ингредиенты высокого качества. 
Соус Альфредо часто можно найти в продуктовом магазине как полуфабрикат. В отличие от оригинального рецепта, где в состав соуса входит только сыр, версии Альфредо в готовых продуктах и фастфуде могут также включать яйца или крахмал. 